# Пеголо, Джанлука
Джанлука Пеголо (итал. Gianluca Pegolo; род. 25 марта 1981, Бассано-дель-Граппа, Венеция) — итальянский футболист, вратарь.

## Клубная карьера
Пеголо родился в Бассано-дель-Граппа. 7 июля 2007 года он перешёл в «Дженоа» на правах свободного агента. 31 августа 2007 года он перешёл в «Мантову» на правах аренды, а в августе 2008 в другой клуб Серии B «Парму».
29 июня 2009 года Пеголо перешёл в «Сиену» за 1 миллион евро.